# Ernennung

Ernennungsurkunde der Bundesrepublik Deutschland

Einer Ernennung bedarf es in Deutschland zur Begründung oder Änderung eines Dienst- oder Amtsverhältnisses. Die Ernennung erfolgt regelmäßig durch Aushändigung einer Ernennungsurkunde. Eine Ernennung erfolgt bei Berufung in ein Beamten-, Wehrdienst- oder Richterverhältnis (Einstellung) sowie bei Verleihung eines höher besoldeten Amtes oder Dienstgrades (Beförderung). Bei einer ein Dienst- oder Amtsverhältnis begründenden Ernennung ist in der Regel ein Dienst- bzw. Amtseid zu leisten. Pendant ist die Abberufung oder Entlassung.   

## Dienstrecht
Im Dienstrecht ist die Ernennung ein rechtsbegründender und -gestaltender, mitwirkungsbedürftiger und formpflichtiger Verwaltungsakt, durch den ein Dienstverhältnis begründet oder (wesentlich) verändert wird. 
Der Bundespräsident ernennt grundsätzlich die Bundesrichter, die Bundesbeamten, die Offiziere und Unteroffiziere (Art. 60 Abs. 1 GG). Dieses Recht hat er in der Regel übertragen.

### Beamte
Bei Beamten bedarf es einer Ernennung zur Begründung des Beamtenverhältnisses, zur Umwandlung des Beamtenverhältnisses in ein solches anderer Art (auf Lebenszeit, auf Probe, auf Widerruf, als Ehrenbeamter, auf Zeit), zur Verleihung eines anderen Amtes mit anderem (End-)Grundgehalt und anderer Amtsbezeichnung (Beförderung) oder zur Verleihung eines anderen Amtes mit anderer Amtsbezeichnung beim Wechsel der Laufbahngruppe (Verzahnungsamt); (§ 10 BBG, § 8 BeamtStG). Ernannt werden auch Ehrenbeamte und kommunale Wahlbeamte.
Die Ernennung wird mit dem Tag der Aushändigung der Ernennungsurkunde wirksam, wenn nicht in der Urkunde ausdrücklich ein späterer Zeitpunkt bestimmt ist. Eine Ernennung auf einen zurückliegenden Zeitpunkt ist unzulässig und insoweit unwirksam (§ 12 Abs. 2 BBG). Mit der Ernennung erlischt ein privatrechtliches Arbeitsverhältnis zum Dienstherrn (§ 12 Abs. 3 BBG). 
Die Ernennung ist nichtig, wenn sie nicht der vorgeschriebenen Form entspricht, sie von einer sachlich unzuständigen Behörde ausgesprochen wurde, zum Zeitpunkt der Ernennung eine Berufung in das Beamtenverhältnis nicht erfolgen durfte oder die Fähigkeit zur Wahrnehmung öffentlicher Ämter nicht vorlag (§ 13 Abs. 1 BBG). Die Nichtigkeit kann unter bestimmten Umständen geheilt werden (§ 13 Abs. 2 BBG). Die Ernennung ist unter anderem mit Wirkung auch für die Vergangenheit zurückzunehmen, wenn sie durch Zwang, arglistige Täuschung oder Bestechung herbeigeführt wurde, dem Dienstherrn nicht bekannt war, dass die ernannte Person wegen einer Straftat rechtskräftig verurteilt ist und deswegen für die Berufung in das Beamtenverhältnis als unwürdig erscheint (§ 14 Abs. 1 BBG). Ist die erstmalige Ernennung nichtig oder zurückgenommen worden, hat der Dienstvorgesetzte grundsätzlich jede weitere Wahrnehmung der Dienstgeschäfte zu verbieten (§ 15 S. 1 BBG).
Einer Ernennung bedarf es nicht bei Verleihung eines anderen Amtes mit anderer Amtsbezeichnung mit gleichem Endgrundgehalt ohne Wechsel der Laufbahngruppe, z. B. vom Amtsinspektor zum Regierungsamtsinspektor bei Wechsel von einer oberster in eine obere Bundesbehörde, weil in ersteren der Vorsatz „Regierungs-“ grundsätzlich entfällt.

### Soldaten
Einer Ernennung eines Soldaten bedarf es zur Begründung des Dienstverhältnisses eines Berufssoldaten oder eines Soldaten auf Zeit (Berufung), zur Umwandlung des Dienstverhältnisses eines Soldaten auf Zeit in das Dienstverhältnis eines Berufssoldaten oder umgekehrt (Umwandlung) und zur Verleihung eines höheren Dienstgrades (Beförderung) (§ 4 SG).

### Richter
Eine Ernennung von Richtern erfolgt zur Begründung des Richterverhältnisses, zur Umwandlung des Richterverhältnisses in ein solches anderer Art (auf Lebenszeit, auf Zeit, auf Probe, kraft Auftrags) und zur Verleihung eines anderen Amtes mit anderem Endgrundgehalt (§ 17 Deutsches Richtergesetz).

## Amtsträger
In einem öffentlich-rechtlichen Amtsverhältnis stehende Amtsträger (z. B. Verfassungsorgane und deren Mitglieder) werden aufgrund der Verfassung oder spezialgesetzicher Regelungen ernannt. Beispielsweise werden der Bundeskanzler, die Bundesminister und die Parlamentarischen Staatssekretäre vom Bundespräsidenten ernannt (Art. 63 Abs. 2 S. 1, Art. 64 Abs. 1 GG; § 2 S. 1 ParlStG). Der Bundespräsident wird nicht ernannt; er tritt seinen Dienst an.

## Botschafter
Der Bundespräsident ernennt die deutschen Botschafter und unterzeichnet ein entsprechendes Beglaubigungsschreiben, nachdem der Empfängerstaat zugestimmt hat (sog. „Agrément“).